# 금성
금성(金星, 라틴어: Venus)은 태양계의 두 번째 행성이다. 태양 주위를 224일 주기로 돌고 있는데 반해, 자전 주기는 약 243일로 공전 주기보다 길다. 달에 이어서 밤하늘에서 두 번째로 밝은 천체이다. 가장 밝을 때의 밝기는 -4.5등급이다. 금성의 명칭은 오행 중 하나인 '금(金)'에서 유래하였으며, 태백성(太白星)으로도 불렸다. 금성은 그 출현 시간에 따라 다른 이름으로 불렸는데 저녁 무렵에 나타나는 금성을 장경성, 개밥바라기라고 부르고 새벽 무렵에 나타나는 금성을 샛별 혹은 명성이라 불렀다. 서양에서는 로마 신화의 미를 상징하는 여신의 이름을 따라 비너스(Venus)라 부른다.
지구형 행성인 금성은 크기와 화학 조성이 지구와 매우 비슷하여 지구의 '자매 행성'으로 불리기도 한다. 금성의 표면은 반사도가 높은 불투명한 구름으로 덮여있기 때문에 가시광을 통해서 표면을 관찰할 수는 없다. 20세기에 들어와 행성과학자들이 그 비밀을 풀기 전까지 금성에 대하여서는 거의 알려진 바가 없었다. 금성은 지구형 행성 중에서 가장 농밀한 대기를 가지고 있다. 대기의 주성분은 이산화탄소이고, 표면에서의 대기압은 95기압에 이른다. 금성에는 금속 눈, 이산화탄소 대기, 수많은 화산, 산성비가 있다.

## 구조

### 내부구조

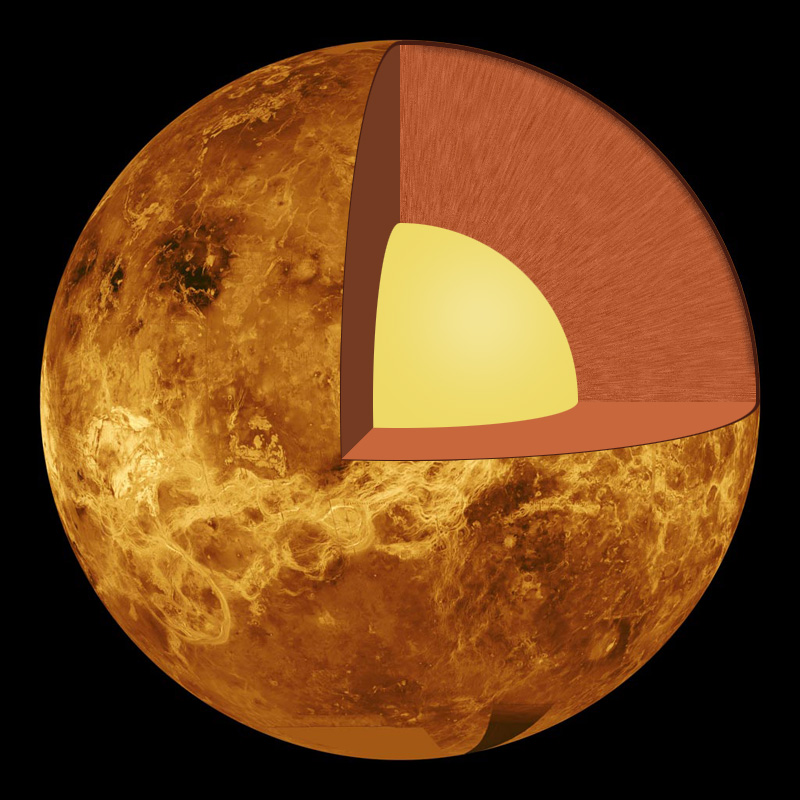
금성의 내부 구조

금성의 내부 구조에 대한 직접적인 정보는 거의 없지만, 크기와 밀도가 지구와 유사한 것으로 보아, 금성의 내부구조 역시 지구와 마찬가지로 핵, 맨틀, 지각으로 이루어져 있으리라고 생각된다. 지구와 마찬가지로 금성의 핵 역시 최소한 일부분은 액체 상태로 남아 있을 것이다. 금성의 크기는 지구보다 약간 작지만 이 차이로 인한 내부 압력의 차이는 상당히 크리라고 생각된다. 지구와 금성의 가장 큰 차이점은 판 구조론적인 활동이 금성에서는 보이지 않는다는 점이다. 이는 금성의 표면과 맨틀이 건조하기 때문이라고 여겨진다. 이 차이로 인해서 행성 내부의 열 방출이 늦어지는데, 이것은 금성의 자기장이 없는 사실을 그럴듯하게 설명해 준다.

### 지형
약 80%에 달하는 금성의 표면은 평탄한 현무암질 평원으로 되어 있다. '대륙'이라고 불릴 만한 높은 지형이 두 군데 있는데, 하나는 금성의 북반구에 있고, 다른 하나는 적도의 바로 남쪽에 있다. 북쪽의 대륙은 이슈타르 테라라고 하는데, 이름은 고대 바빌로니아의 사랑의 여신인 이슈타르에서 따왔다. 이슈타르 테라의 면적은 오스트레일리아 정도이다. 맥스웰 산은 금성에서 가장 높은 산으로 이슈타르 테라에 있다, 정상의 높이는 금성의 평균 표면 높이보다 11 km 더 높은 곳에 위치해 있다. 반면에 지구에서 가장 높은 에베레스트 산은 해수면으로부터의 높이가 9km가 조금 되지 않는다. 남반구의 대륙은 아프로디테 테라라고 부르며, 이름은 고대 그리스의 사랑의 여신인 아프로디테로부터 따왔다. 면적은 아프로디테 테라가 조금 더 커서 남아메리카대륙 정도의 넓이이다. 이 대륙의 대부분은 단층으로 덮여 있다.
충돌구와 마찬가지로 산과 계곡은 대체로 암석질의 표면을 가지고 있는 행성에서 발견된다. 금성에서는 몇 가지 특이한 (금성)|파라]]는 팬케이크를 닮은 꼭대기가 평평한 화산인데, 그 직경은 20에서 50km가량 되고 높이는 100m에서 1000m 정도이다. 노바는 별모양의 단층 시스템이고, 아라크노이드는 거미줄 같이 방사상의 단층과 동심원상의 단층이 함께 나타나는 지형이다. 코로나는 고리 모양의 단층을 말하는데, 주변이 침하되기도 한다. 이들 지형들은 모두 화산과 연관되어 생긴다.
거의 모든 금성의 표면 지형은 역사상의 또는 신화에 나오는 여성의 이름을 따서 짓는다. 단 예외가 있는데 제임스 클러크 맥스웰 이름을 딴 맥스웰 산과 두 고지를 나타내는 알파 레지오와 베타 레지오이다. 이 세 지형의 이름은 행성의 지명을 정하는 국제 천문학 연맹에서 현재의 시스템을 받아들이기 전에 지어진 것이다.

### 지질
금성 표면의 대부분은 화산활동으로 인하여 생겨났다. 대체로 금성은 지구에 비하여 몇 배 정도 많은 화산을 가지고 있다. 100km가 넘는 거대 화산 167개가 금성에서 발견되었다. 지구상에서 발견되는 이만한 크기의 화산은 하와이 제도의 본섬이 유일하다. 그러나 이것은 금성의 화산활동이 지구보다 활발해서라기보다는 금성의 표면이 지구보다 오래되었기 때문이다. 지구의 표면은 끊임없이 섭입을 통하여 해구 아래로 사라지기 때문에 그 평균 연령은 1억 년에 불과하다. 하지만 금성의 표면은 적어도 5억 년 이상 되었을 것으로 생각된다. 또한 섭입되지 않는 대륙지각 위의 화산들은 활동이 끝남과 동시에 풍화에 의해서 더 빠른 속도로 지워진다.
다수의 관측자료에 따르면 금성의 표면에는 현재에도 활동 중인 화산이 있는 것 같다. 소련의 베네라 계획 동안 베네라 11호와 베네라 12호의 탐사선들은 끊임없이 치는 벼락을 관찰하였고, 베네라 12호는 착륙 직후 큰 천둥 소리를 녹음하였다. 지구에서는 천둥이 강우에 동반되지만, 금성에는 강우가 없다. 한 가지 가능성은 화산 분출시 나오는 화산재가 천둥을 일으킨다는 것이다. 또 다른 증거는 이산화황의 대기 농도이다. 1978년과 1986년 사이에 이산화황의 금성 대기중의 농도는 10분의 1로 줄어들었다. 이것에 대한 설명은 큰 화산 활동이 관측 전에 있어서 이산화황의 농도를 증가시켰을 수 있다는 것이다.
약 1000개 정도의 충돌구가 금성에서 발견되었으며 이들의 분포는 전 행성 표면에서 고른 것으로 밝혀졌다. 지구나 달에서 발견되는 충돌구들은 풍화된 흔적을 보이는데, 이는 끊임없는 열화작용의 결과이다. 달에서의 열화작용은 이후에 오는 충돌에 의하여 일어나고, 지구의 경우에는 바람과 비에 의한 풍화에 의하여 충돌구가 열화된다. 금성에서는 85%의 충돌구가 최초의 상태를 보존하고 있다. 충돌구의 수와 이들이 잘 보존되고 있다는 것은 이 행성은 5억 년 전에 완전히 새로 표면이 형성되었다는 것을 의미한다. 지구의 지각은 판 구조 활동에 의해 끊임없이 움직이고 있다. 반면에 금성의 표면은 이러한 과정이 일어날 수 없다. 판 구조 활동에 의해서 맨틀의 열이 방출되지 않기 때문에 금성은 맨틀의 온도가 지각이 안정하게 있을 수 없는 일정 임계 온도까지 계속 올라가고, 그렇게 되면 1억 년 정도의 시간 동안 지각이 몽땅 맨틀 안으로 섭입해 버리고 완전히 새로운 지각이 형성되는 과정이 반복되는 것으로 생각된다.
금성에 있는 충돌구의 크기는 작게는 3km부터 크게는 280km까지 분포한다. 직경이 3km보다 작은 충돌구는 존재하지 않는데, 그 이유는 두꺼운 대기 때문으로 생각된다. 운동 에너지가 특정한 값보다 작은 물체는 속도가 느려져서 충돌구를 만들지 못한다.

### 대기
금성은 극도로 두꺼운 대기를 가지고 이산화탄소가 풍부한 대기에 의해서 온실효과가 발생하며, 금성 표면의 온도를 460도까지 높여 놓는다. 금성의 표면 온도는 태양까지 거리가 절반밖에 되지 않아 단위 면적당 4배나 많은 태양에너지를 받는 수성의 표면 온도보다 더 높다.
연구에 따르면 수십억 년 전 금성의 대기는 현재의 지구 대기의 상태에 더 가까웠다고 한다. 표면에는 상당한 양의 액체 물이 존재했으리라고 여겨진다. 하지만 물이 증발하면서 대기중으로 들어간 수증기가 온실효과를 폭주시켰다고 생각된다. 금성은 극단적인 기후 변화의 예가 되기 때문에 기후 변화 연구에 유용한 수단이 된다.
표면에서의 대기 순환은 해들리 순환을 따른다. 금성 하층 대기의 등적 비열과 바람에 의한 열의 이동으로 보건대, 매우 천천히 자전하고 있음에도 불구하고 금성의 표면 온도는 낮과 밤의 차이가 그다지 크지 않다. 표면에서의 바람은 매우 느려서 한 시간에 수km 정도를 이동할 뿐이다. 하지만 대기의 밀도는 높기 때문에 바람에 의해 전달되는 힘은 상당하고 먼지나 작은 돌들을 표면에서 이동시킨다.
두터운 이산화탄소의 층 위에는 주로 이산화황과 황산 물방울로 구성된 두꺼운 구름층이 있다. 처음에는 수증기로 된 구름을 예상하기도 했지만, 1970년대 들어와 구름의 주성분이 황산이라는 사실이 밝혀졌다. 황산은 상층대기에서 이산화황과 수증기가 자외선을 받아 광화학 반응을 일으켜 생성된다. 이 구름들이 60%에 달하는 태양 빛을 반사하기 때문에 금성의 표면은 가시광으로는 관찰하기 어렵다. 금성은 영구적으로 구름으로 덮여있기 때문에 지구보다 태양에 가까이 있지만, 금성의 표면에는 태양 빛이 드리우는 일도, 태양 빛에 의해서 가열되는 일도 일어나지 않는다. 이산화탄소에 의한 온실효과가 없다고 가정한다면 금성의 온도는 현재 지구의 표면온도와 비슷하게 된다. 구름 층 꼭대기에는 시속 300km에 이르는 강한 바람이 4-5일에 한바퀴씩 금성을 일주한다.

### 자기장과 핵
1980년대에 파이오니어 금성 궤도선은 금성의 자기장의 강도와 공간적 범위가 지구에 비해 작다는 것을 발견하였다. 작은 자기장이 생기는 원인은 전리층과 태양풍의 상호작용 때문으로 지구와 같이 핵에서의 다이너모 현상에 의해 생기는 자기장은 아닌 것으로 추정되었다. 금성의 자기권은 우주선(Cosmic Ray)으로부터 대기를 보호하지 못할 만큼 약하다.
금속으로 된 액체 핵의 대류에 의해서 생기는 다이너모 현상에 의해 자기장이 생긴다고 생각이 광범위하게 받아들여지고 있었기 때문에, 금성 같이 지구와 비슷한 몸집으로 미루어 내부가 완전히 식지 않았을 것으로 추정되는 행성에 스스로 유지되는 자기장이 없다는 것은 상당히 당혹스러운 사실이었다. 다이너모 현상은 세 가지 조건을 필요로 한다. 전도성 액체, 회전, 대류이다. 하지만 금성의 핵은 지구와 마찬가지고 철과 니켈이 주성분인 도체라고 여겨진다. 또한 시뮬레이션 결과에 따르면, 금성이 자전 속도가 매우 느리긴 하지만 다이너모 현상을 일으키기에는 충분하다고 한다. 따라서 금성의 핵이 대류를 하고 있지 않기 때문에 다이너모 현상이 벌어지지 않는다고 생각된다. 지구에서는 액체로 된 외핵에서 대류가 일어나는데, 외핵의 하부가 상부보다 더 뜨겁기 때문이다. 금성에서는 내부의 열을 외부로 방출해 주는 판 구조 활동이 나타나지 않는다. 따라서 금성의 내부는 충분히 뜨거워서 금속으로 된 내핵이 존재하지 않을 수 있다. 즉 핵이 아직까지 냉각되고 있지 않기 때문에 핵이 모두 거의 같은 온도라는 설명이다.

## 공전과 자전
금성은 태양 주위를 평균 거리 약 1억 800만 km를 두고, 224.7일을 주기로 공전하고 있다. 태양계의 행성들 중에서 금성의 궤도가 가장 원에 가깝다. 궤도 이심률은 0.01 이하이다. 내합 시에 지구에 가장 가까워지는데, 이때 거리는 약 4000만 km이다. 금성의 회합 주기는 584일이다.
금성은 243일을 주기로 자전한다. 태양계의 여덟 행성 중에서 가장 느린 자전 속도이다. 따라서 금성에서의 하루는 거의 1년과 맞먹는다. 적도에서 금성 표면은 시속 6.5km로 자전하는데, 지구 적도에서의 속도는 1600km에 달한다. 금성의 태양일은 116.75일이다. 또한, 자전 방향이 태양계의 행성 중에서 유일하게 동에서 서이기 때문에 금성 표면의 관측자는 태양이 매 116.75일마다 서에서 떠서 동으로 지는 것을 관찰하게 된다. 금성의 자전은 여느 행성과는 달리 북반구에서 보았을 때 시계방향으로 자전하고 그 속도 또한 매우 느리다. 이것은 금성의 자전 속도가 처음으로 측정된 이후 풀리지 않은 의문 거리이다. 원시 태양계 원반에서 금성이 처음 생겼을 때는 그 자전 속도가 지금에 비해 훨씬 빨랐을 것으로 여겨지지만 수십억 년의 시간이 흐르면서 무겁고 두꺼운 대기에 작용하는 조석 효과가 금성의 자전 속도를 늦추었을 수 있다고 한다.
금성 궤도의 신기한 점의 하나는 금성의 지구와의 회합 주기인 584일이 거의 정확히 금성의 태양일 길이의 다섯 배와 일치한다는 것이다. (584 = 116.75 * 5) 이 현상이 전적으로 우연에 의한 것인지 아니면 지구의 기조력에 의한 공명인지는 아직 불명확하다.
금성에는 위성이 없는 것으로 알려져 있지만, 소행성 2002 VE68은 현재 금성과 유사위성궤도 관계를 유지하고 있다.
2006년 10월에 칼텍의 알렉스 알레미와 대이비드 스테벤손에 의한 연구에 따르면 수십억 년 전에 금성은 대충돌에 의하여 형성된, 최소한 하나의 위성을 가지고 있었던 것 같다. 천만 년 정도 후에 또 다른 대 충돌에 의하여 금성의 자전 축이 뒤집혀졌고, 자전축이 바뀌었기 때문에 위성과 금성 사이의 기조력으로 인하여 위성이 점차 각운동량을 잃고 금성에 충돌하였다고 하는 설이 제시되었다.

## 관측
금성은 항상 다른 행성에 비하여 밝게 보인다. 금성의 실시 등급은 -3.8등급에서 -4.6등급 사이에서 변한다. 이 정도 밝기는 이론적으로 낮에도 볼 수 있는 등급이지만 실제로는 관측이 어렵다. 하지만 개기 일식이 일어나면 무조건 그 지역에서는 금성을 쉽게 볼 수 있다. 실제로 2005년의 터키에서 일어나는 개기 일식 중에서 오른쪽에 금성이 보인 바 있고, 2011년 중국 만리장성에서 개기 일식이 일어날 때에 금성이 왼쪽에서 빛나고 있었고, 평소 때에 관측이 거의 불가능한 수성도 함께 보였다. 특히 태양이 지평선 낮게 위치할 때 잘 보인다. 금성은 내행성이기 때문에 태양으로부터 47˚이상 떨어지지 않는다. 금성은 매 584일마다 지구를 앞질러간다. 따라서 금성은 저녁의 개밥바라기로 보이다가 내합이 지나고 나면 새벽의 샛별로 보이게 된다. 또다른 내행성인 수성은 최대 이각이 28˚에 이르지만 종종 박명 때문에 구별하기 힘든 경우가 있다. 하지만 금성은 밝기 때문에 쉽게 알아볼 수 있다. 금성의 이각이 커진다는 것은 해가 진 이후에 금성이 따라 질 때까지 더 많은 시간이 걸린다는 것을 의미한다. 하늘에 너무 밝은 발광점으로 보이기 때문에 금성은 UFO로 잘못 인식되는 경우가 있다.

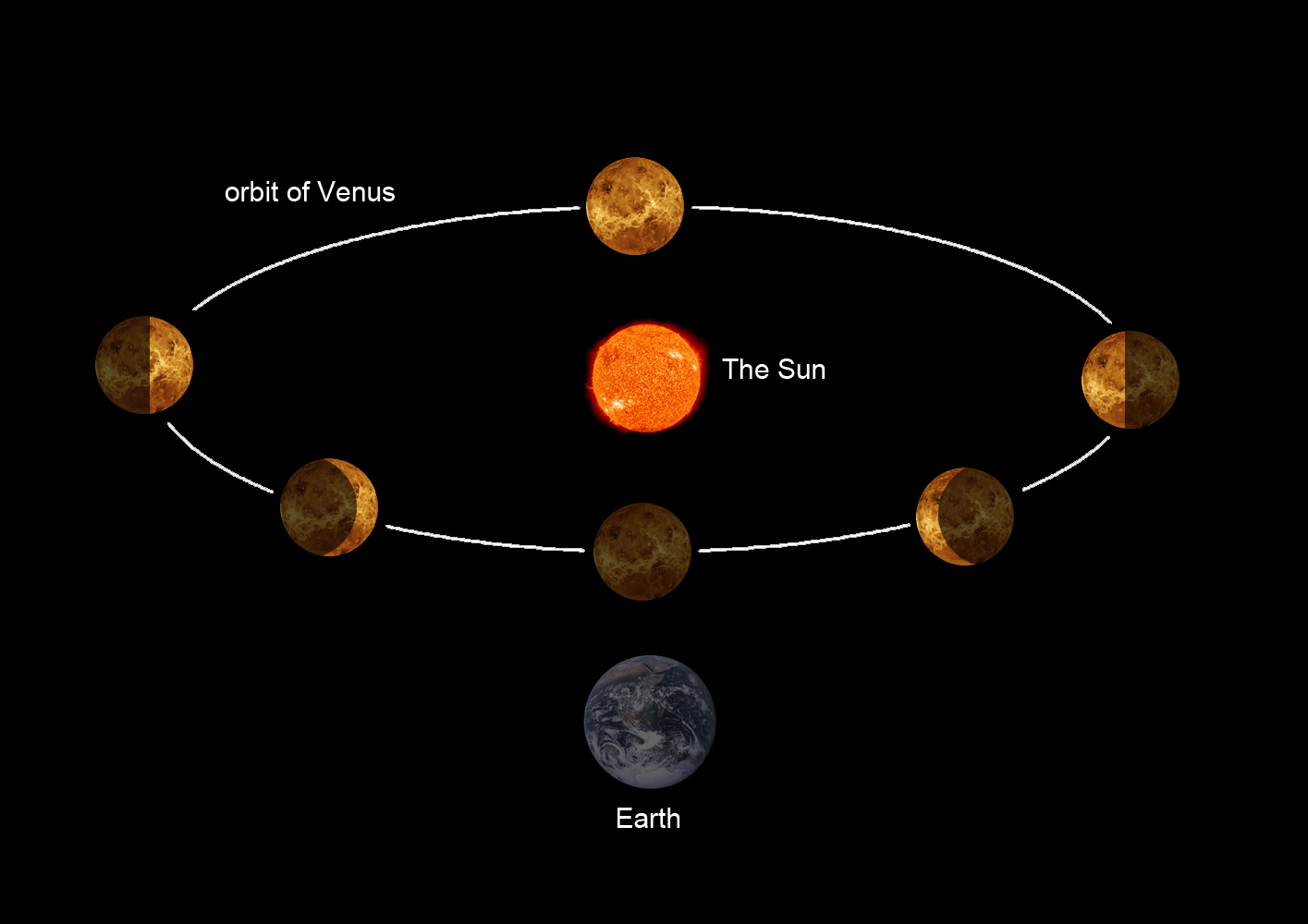
궤도상의 각 위치에서 금성의 위상.

금성은 궤도를 따라 움직이면서 태양, 지구와의 상대적 위치에 따라 달과 같이 위상변화를 보여준다. 금성은 내합 시에는 달의 삭과 같이 완전히 보이지 않게 되지만 외합시에는 보름달과 같이 둥근 모양으로 보이게 된다. 금성이 최대이각에 다다랐을 때 금성의 모양은 반달 모양과 같고, 금성이 가장 밝게 보일 때는 좀 더 살이 빠져서 초승달이나 그믐달과 같은 모양을 한다. 금성이 완전히 보이지 않음에도 밝기가 최대가 되는 이유는 이때 금성이 지구에 좀 더 가까이 위치하기 때문이다. 금성이 마치 보름달과 같은 모습을 할 때에는 지구에서 가장 멀리 떨어져 있어 금성이 너무 작게 보이고 천구상에서 태양에 가깝고 태양 바로 뒤에 위치하므로 관찰하기도 쉽지 않다. 단, 개기 일식이 발생할 경우에는 태양 뒤에 묻힌 금성이 보이기도 한다.

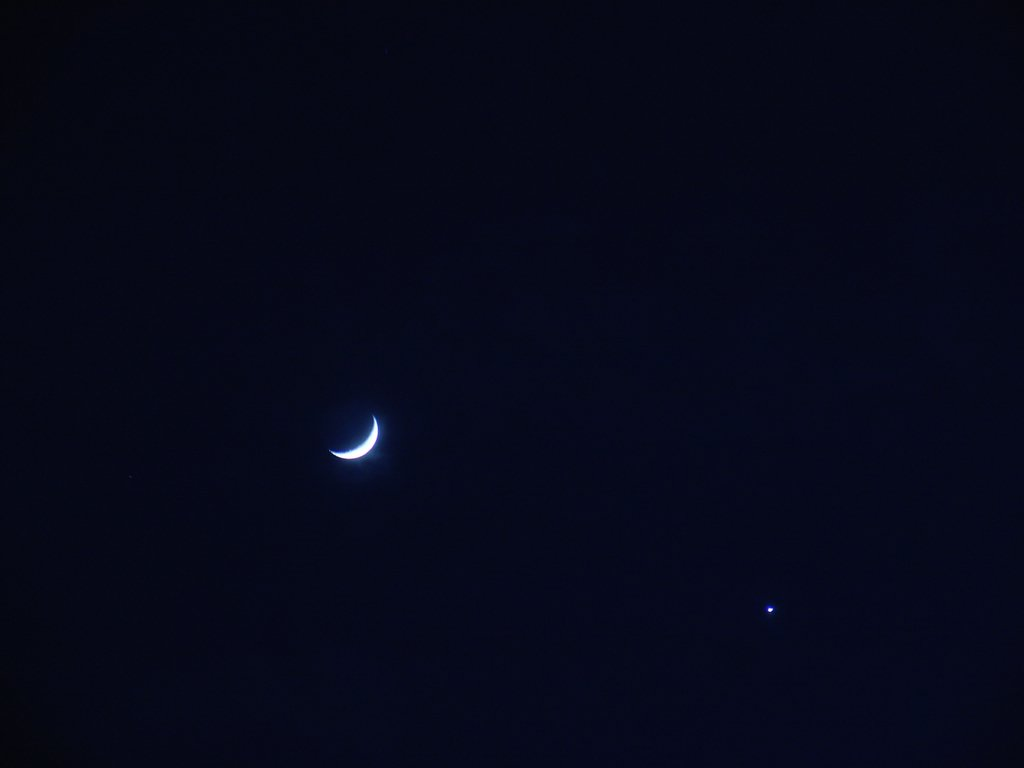
달, 금성, 그리고 화성

금성의 궤도면은 지구의 궤도면에 대해서 살짝 기울어져 있다. 따라서 금성이 지구와 태양 사이를 가로질러 갈 때 일반적으로는 태양면을 통과하지 않게 된다. 그러나 금성의 태양면 통과는 약 120년 마다 8년을 사이에 두고 두 번의 태양면 통과를 관찰할 수 있게 된다. 가장 최근의 금성의 태양면 통과는 2012년에 일어났으며 그 전은 2004년이다. 역사적으로 금성의 태양면 통과는 중요한 이벤트였는데, 천문학자들은 이 기회를 통해 1천문단위(태양-지구 거리)를 직접적으로 결정할 수 있기 때문이다. 1천문단위의 크기가 결정되면 태양계의 크기도 자동적으로 결정된다. 1769년 4월 13일에 제임스 쿡 선장은 영국의 왕립협회에 고용되어 태평양 상의 타히티에서 금성의 태양면 통과를 관측하였다.
금성 관측의 오래된 수수께끼 중의 하나는 애센 광이라고 불리는 현상이다. 이것은 금성이 초승달 위상에 있을 때 금성의 그늘 부분(태양 반대편)에서 보이는 약한 발광현상을 일컫는다. 애센 광은 1643년에 처음으로 관측되었지만, 발광 현상의 존재가 믿을 만 한 것으로 확인된 적은 없다. 금성을 관측하는 사람들은 이 빛이 금성 대기에서 일어나는 벼락 같은 전기 현상에 의한 것이라고 추정해 왔다. 하지만 애센 광은 실제로는 존재하지 않는데, 사람들이 아주 밝은 초승달 부분을 함께 보기 때문에 일어나는 생리적 현상의 결과일 수도 있다.

## 지구에서 볼 수 있는 금성 관측
지구에서 금성은 언제나 초저녁 서쪽하늘에 볼 수 있고, 새벽녘에는 동쪽 하늘에만 보인다. 그 과정에 따라서 마치 달처럼 찼다 이지렀다를 반복한다. 그리고 금성은 태양에 가깝다 보니까 한밤중에 금성이 보일 리가 절대로 없다. 금성이 초저녁 서쪽하늘에 보이는 기준부터 시작해서 동방최대이각에 이르렀을 때에는 금성을 가장 오래볼 수 있으나 밤 10~11시 정도뿐이다. 그리고 그 이후부터는 금성이 갑자기 초저녁 서쪽하늘에 보이는 시간이 급속히 짧아지기 시작하고 모양도 서서히 가늘어지게 된다. 대신 지구와 거리가 점점 가까워지기 때문에 금성의 크기가 점점 커지고 밝기도 더 밝아진다. 그러다 내합이 되어 보이지 않다가 새벽녘 동쪽 하늘에서 조금씩 모습을 보이게 된다. 그리고 지구에서 금성 관측 기록은 아래와 같다.
| 관측 날짜                          | 위치             | 장소     |
| ---------------------------------- | ---------------- | -------- |
| 2005년 4월 30일 ~ 2006년 1월 9일   | 초저녁 서쪽 하늘 | 대한민국 |
| 2006년 1월 22일 ~ 2006년 7월 15일  | 새벽 동쪽 하늘   | 대한민국 |
| 2006년 12월 28일 ~ 2007년 8월 11일 | 초저녁 서쪽 하늘 | 대한민국 |
| 2007년 8월 28일 ~ 2008년 3월 18일  | 새벽 동쪽 하늘   | 대한민국 |
| 2008년 8월 8일 ~ 2009년 3월 24일   | 초저녁 서쪽 하늘 | 대한민국 |
| 2009년 3월 30일 ~ 2009년 11월 30일 | 새벽 동쪽 하늘   | 대한민국 |
| 2020년 6월 15일 ~ 2021년 1월 14일  | 새벽 동쪽 하늘   | 대한민국 |
| 2021년 5월 15일 ~ 2021년 12월 29일 | 초저녁 서쪽 하늘 | 대한민국 |
| 2022년 1월 26일 ~ 2022년 9월 8일   | 새벽 동쪽 하늘   | 대한민국 |
| 2022년 12월 23일 ~ 2023년 7월 24일 | 초저녁 서쪽 하늘 | 대한민국 |
| 2023년 8월 30일 ~ 2024년 3월 19일  | 새벽녘 동쪽 하늘 | 대한민국 |
| 2024년 8월 17일 ~ 2025년 3월 25일  | 초저녁 서쪽 하늘 | 대한민국 |
| 2025년 3월 25일 ~                  | 새벽녘 동쪽 하늘 | 대한민국 |

## 같이 보기
- 금성의 대기

### 지도 관련 링크
- PDS Map-a-Planet
- Venus Nomenclature
- Map of Venus